# Битва под Белёвом
Битва под Белёвом (также известна как «Белёвщина») — сражение, состоявшееся 4—5 декабря 1437 года вблизи Белёва между войсками великого князя московского Василия II Тёмного и татарами под предводительством Улу-Мухаммеда. Итогом сражения стал полный разгром московского войска.

## Предыстория
Обе стороны переживали крайне трудные времена — междоусобная война шла и в Золотой Орде, и в Московской Руси. В 1437 году ордынский хан Улу-Мухаммед был побеждён своими противниками и, будучи вынужден искать себе пристанище, появился с войском под городом Белёвом, что в верховьях Оки, и соорудил там ледяную крепость. Желая договориться с великим князем московским, Улу-Мухаммед запретил грабить русские земли. В поисках добычи татары промышляли в землях Великого княжества Литовского.
Великий князь Василий II Васильевич, желая вытеснить Улу-Мухаммеда из своих пределов, направил против него войско во главе с сыновьями своего дяди Дмитрием Юрьевичем Шемякой и Дмитрием Юрьевичем Красным.

## Соотношение сил

### Русские
По сообщениям летописей русское войско числом значительно превосходило татарское, однако их численность не указывают. Впервые о численности войск сообщил казанский летописец:

«И послал он на царя своего брата, князя Дмитрия Галицкого, по прозвищу Шемяка, и с ним послал 20 000 вооружённого войска, и обоих князей тверских послал, а с ними по 10 000 войска — и всех воинов было 40 000, чтобы они, пойдя на царя, отогнали его от границ Русской земли».— Казанская история
Мнение многих историков сходится в том, что численность русского войска под Белёвом значительно превышала татарское. Однако число 40 тыс. человек, приводимое в «Казанской истории», считают чрезмерно завышенным. Реальное же количество воинов, участвовавших в сражении, осталось неизвестным.
А. Г. Бахтин отмечал, что «когда дело касается цифровых данных, доверять Казанскому летописцу стоит не всегда, он часто их преувеличивал, нередко даже в десять раз». И в данном случае А. Г. Бахтин обратил внимание на несоразмерность представления русского войска в Белёвской и Суздальской битвах: в первой — 40 тыс., а во второй — 1,5 тыс. И это при том, что под Суздалем русское войско (или скорее отряд) находилось под командованием самого великого князя московского. Исходя из того, что «Казанская история» писалась в то время, когда Иван IV Грозный вёл жёсткую борьбу с боярской оппозицией и в годы создания опричнины (1564—1565), А. Г. Бахтин предположил, что её автор намеренно завысил численность русских войск под Белёвом, чтобы «усилить впечатление» и показать к чему приводят «несогласованность в действиях и отсутствие единоначалия».

### Татарские
Ряд исследователей согласны с оценкой Казанского летописца, относительно численности татарского войска в 3 тыс. человек. По мнению Д. М. Исхакова, «группа хана Улуг-Мухаммета» накануне занятия в 1438 году Казани насчитывала 3—3,5 тыс. воинов, а с членами семей до 10 тыс. человек.
Однако, ряд историков считает, что численность татарского войска (3 тыс. человек), указанная в «Казанской истории», явно занижена. По мнению М. Г. Сафаргалиева, с таким числом воинов Улу-Мухаммед не мог рассчитывать на победу московской рати, которая по словам того же летописца, насчитывала 40 тысяч человек, и у хана должно было быть гораздо большее число воинов. В. Д. Дмитриев также указывает, что у изгнанного из Золотой Орды хана Улу-Мухаммеда в 1438 году было войско численностью «не менее 40 тысяч татарских воинов».
По мнению Р. Г. Фахрутдинова и Ф. А. Рашитова, — «армия золото-ордынского хана даже в период распада государства, когда от него ушли многие военачальники и часть войска, никак не могла быть столь мизерной». Они также считают, что победить 40-тысячное московское войско с отрядом в 3 тыс. воинов было просто невозможно, как и разгромить с таким отрядом в 1445 году московское войско под Суздалем, и при этом взять в плен самого великого князя Василия II. По их мнению, под Белёвом войско Улу-Мухаммеда было «едва ли меньше» московской рати. Используя принятый в историко-этнографической науке метод подсчёта кочевого населения от численности войска, согласно которому на одного воина приходилось четыре члена его семьи (старики, женщины, дети и др.), исследователи пришли к выводу, что население «улу-мухаммедовской орды» доходило до 200 тыс. человек, то есть численность, которая и могла сыграть значительную роль в окончательном формировании народности казанских татар.
Однако, по мнению А. Г. Бахтина — «у Улуг-Мухаммеда не могло быть 40 000 воинов ни в Белёве, ни позднее» (согласно летописям, в 1445 году под Суздалем его войско насчитывало 3,5 тыс. человек). Он отмечает, что в том случае следует вспомнить, что «загнанная в угол кошка превращается в тигра». Скорее всего, именно в такой ситуации и «оказался Улуг-Мухаммед со своими людьми, запёртыми в Белёве». С одной стороны на них надвигалось большое войско, а с другой была «холодная продуваемая ветрами голодная степь», и к тому же принадлежавшая его противникам — ханам Кичи-Мухаммеду и Сайид-Ахмаду. По словам того же Казанского летописца, Улу-Мухаммед устремился на русскую рать «отчаявшись остаться живым и больше надеясь на Бога и на свою правоту, нежели на силу и на своих немногочисленных ратников». При этом А. Г. Бахтин отмечает, что в истории подобных примеров не мало, когда малочисленное, но хорошо организованное войско одерживает победу над многочисленным, но разобщённым и дезорганизованным противником, которого на тот момент и представляла русская рать.

## Битва
Утром 3 декабря 1437 года русское войско подошло к Белёву. По сообщению летописей, татарский «царь убоявся, видев многое множество полков русских, начат даватися во всю волю князем русским». Русские же князья и воеводы, в свою очередь, «видевши своих вой множество, а сих худо недостаточьство и разгордешася… не послуша царевых речей».

### 4 декабря
Утром 4 декабря русские полки, построившись, направились к ледяной крепости. Татары вышли им навстречу «и бысть им бой силен». Русские смяли татар и загнали их в крепость. Последние понесли большие потери. Среди прочих погибли один из зятьёв Улу-Мухаммеда и много татарских князей. Однако в дальнейших действиях русских сказалась полная несогласованность. Воеводы Пётр Кузьминский и Семён Волынец, увлёкшись преследованием, ворвались в крепость. С частью рати им удалось пробиться до центра, однако их не поддержали другие полки, «прочии вои от града возвратишася». В результате они были окружены татарами и все перебиты.
Предположительно разногласия в стан русских внёс мценский воевода Григорий Протасьев, который лично был знаком с Улу-Мухаммедом. В 1430 году тот отпустил его из Орды, после того как Протасьева на переговорах вероломно схватил ордынский князь Айдар. Протасьев заявил князьям и воеводам, что «князь великий прислал ко мне, битися со царём не велел, а велел миритися, а полки распустити». Поскольку в русском войске не было единоначалия, многие князья и воеводы действовали на своё усмотрение. Одни выступали за решительные военные действия, другие склонялись к решению дела миром. В частности, в мирных отношениях Улу-Мухаммеда с великим князем Василием II не были заинтересованы князья Дмитрий Шемяка и Дмитрий Красный, — сыновья князя Юрия Дмитриевича, которому в 1432 году Улу-Мухаммед отказал в выдаче ярлыка в пользу соперника Юрия — Василия Васильевича.
Софийская II и Архангелогородская летописи указывали на предательство Григория Протасьева, который в ночь на 5 декабря послал к Улу-Мухаммеду лазутчика с предложением «на утре» атаковать русский лагерь.

### 5 декабря
Утром 5 декабря, с целью оттянуть время и усыпить бдительность русских, Улу-Мухаммед послал на переговоры с русскими своего зятя Елибердея и даруг — князей Усейна Сараева и Усень-Хозю. Со стороны русских на переговоры к ним вышли воеводы Василий Иванович Собакин и Андрей Фёдорович Гостяев. В обмен на позволение перезимовать в русских пределах хан обещал в будущем не нападать на русские земли и не требовать дани, а в залог предлагал выдать великому князю в заложники своего старшего сына Махмуда и детей от всех татарских князей:
Царево слово к вам: даю вам сына своего Мамутека, а князи своих дают в заклад на том: даст ми Бог буду на царстве, и доколе буду жив, дотоле ми земли Русские стеречи, а по выходы ми не посылати, ни по иное ни по что.
Кроме того, ханские послы предлагали отдать русским всю добычу и пленных, захваченных «за пределами вотчины великого князя».
Тем временем, татары скрытно вышли из ледяного города с южной стороны. По всей вероятности они спустились к реке Белёвке, прошли по устью Оки и, обойдя с юга город Белёв, подошли к русскому лагерю с западной стороны. Благодаря стоявшей в то утро мгле («и того утра мгла бысть велика»), татары сумели незаметно для русских дозоров подойти вплотную к их лагерю и принялись рубить спящих ратников. Ожидавший нападение Григорий Протасьев с криками «побежи, побежи!» со своими людьми обратился в бегство, создав при этом панику в стане русских. Многие полки последних, даже находившиеся далеко от татар, «побежали, никем не гонимые».
Летописи повествуют, что после отказа русских воевод от всех условий мирно договориться, татарские парламентёры сказали им — «А сего ли не хотите же? Озритеся назад». Обернувшись, воеводы увидели как татары рубят убегающих русских. Московская рать в тот день понесла огромные потери. Погибли многие князья и воеводы. По сообщениям летописей каждый татарин убил тогда по 10 и более русских воинов. Во время бегства многие русские ратники были перебиты своими же, — русскими крестьянами, которые во время движения русского войска к Белёву подверглись разорению с их стороны.

## Последствия
После поражения под Белёвом Василий II совместно с Дмитрием Шемякой и Дмитрием Красным заключил докончание с Борисом Александровичем Тверским, предусматривавшее, в частности, взаимную помощь на случай, если «пойдет царь ратию или рать татарьская», а также гласившее, что если «имут нас сваживати татарове, а имут вам давати… великое княжение, Тверь и Кашин», то Василий II и его союзники на это не должны соглашаться.